# بالافي جوشي
بالافي جوشي هي منتجة أفلام وممثلة هندية، ولدت في 26 أغسطس 1979 بمومباي في الهند.

## وصلات خارجية
- بالافي جوشي على موقع IMDb (الإنجليزية)
- بالافي جوشي على موقع قاعدة بيانات الفيلم (الإنجليزية)